# Young Africans SC
El Young Africans Sports Club es un club de fútbol de Tanzania que juega en la Liga tanzana de fútbol, la principal liga del país.

## Historia
Fundado en 1935, es uno de los dos equipos más poderosos de Tanzania, junto al Simba SC, ambos de la capital Dar es Salaam. Ha sido campeón de liga en 20 ocasiones y también han ganado la copa en 4 ocasiones, así como la copa de la CECAFA en 5 ocasiones.
El 19 de junio de 2020 el pasa a ser asesorado por el Sevilla FC para hacer crecer el fútbol local.
El 17 de mayo de 2023, el equipo hizo historia al convertirse en el primer club tanzano en llegar a una final internacional, al disputar la final de la Copa Confederación de la CAF 2022-23 ante el USM Alger de Argelia.

## Palmarés
- Liga tanzana de fútbol: 26

1968, 1969, 1970, 1971, 1972, 1974, 1981, 1983, 1987, 1991, 1996, 1997, 2000, 2005, 2006, 2008, 2009, 2011, 2013, 2015, 2016, 2017, 2022, 2023, 2024, 2025
- Copa de Tanzania: 8

1975, 1994, 1999, 2016, 2022, 2023, 2024, 2025
- Tanzania Community Shield: 8

2001, 2010, 2013, 2014, 2015, 2021, 2022, 2024
- Copa Mapinduzi: 2

2004, 2021
- Copa de Clubes de la CECAFA: 5

1975, 1993, 1999, 2011, 2012.

## Participación en competiciones de la CAF
| Temporada | Torneo                            | Ronda             | Club                    | Local | Visita | Global       |
| --------- | --------------------------------- | ----------------- | ----------------------- | ----- | ------ | ------------ |
| 1969      | Copa Africana de Clubes Campeones | Primera Ronda     | Fitarikandro            | 4-1   | 0-2    | 4-3          |
| 1969      | Copa Africana de Clubes Campeones | Segunda Ronda     | Saint-George SA         | 5-0   | 0-0    | 5-0          |
| 1969      | Copa Africana de Clubes Campeones | Cuartos de final  | Asante Kotoko           | 1-1   | 1-1    | 2-2 1        |
| 1970      | Copa Africana de Clubes Campeones | Primera Ronda     | US Fonctionnaires       | 4-0   | 2-4    | 6-4          |
| 1970      | Copa Africana de Clubes Campeones | Segunda Ronda     | Nakuru All Stars        | 3-1   | 0-1    | 3-2          |
| 1970      | Copa Africana de Clubes Campeones | Cuartos de final  | Asante Kotoko           | 0-2   | 1-1    | 1-3          |
| 1971      | Copa Africana de Clubes Campeones | Primera Ronda     | Lavori Publici          | 0-0   | 2-0    | 2-0          |
| 1971      | Copa Africana de Clubes Campeones | Segunda Ronda     | Coffee United           | w/o   | w/o    | w/o          |
| 1972      | Copa Africana de Clubes Campeones | Primera Ronda     | Saint Michael           | 1-0   | 0-2    | 1-2          |
| 1973      | Copa Africana de Clubes Campeones | Primera Ronda     | Al-Merreikh Omdurmán    | 1-1   | 1-2    | 2-3          |
| 1975      | Copa Africana de Clubes Campeones | Primera Ronda     | Enugu Rangers           | 1-1   | 0-0    | 1-1 (v.)     |
| 1982      | Copa Africana de Clubes Campeones | Primera Ronda     | Têxtil de Punguè        | 2-1   | 2-0    | 4-1          |
| 1982      | Copa Africana de Clubes Campeones | Segunda Ronda     | Al-Ahly                 | 1-1   | 0-5    | 1-6          |
| 1984      | Copa Africana de Clubes Campeones | Primera Ronda     | Gor Mahia               | 1-1   | 0-1    | 1-2          |
| 1988      | Copa Africana de Clubes Campeones | Primera Ronda     | Al-Ahly                 | 0-0   | 0-4    | 0-4          |
| 1992      | Copa Africana de Clubes Campeones | Ronda Preliminar  | Saint Louis Suns United | 3-1   | 4-1    | 7-2          |
| 1992      | Copa Africana de Clubes Campeones | Primera Ronda     | Ismaily                 | 0-2   | 1-1    | 1-3          |
| 1994      | Copa CAF                          | Primera Ronda     | Moroka Swallows         | 1-0   | 0-2    | 1-2          |
| 1995      | Recopa Africana                   | Primera Ronda     | Vaal Reef               | 2-1   | 2-2    | 4-3          |
| 1995      | Recopa Africana                   | Segunda Ronda     | Tamil Cadets            | 3-1   | 1-1    | 4-2          |
| 1995      | Recopa Africana                   | Cuartos de final  | Blackpool Harare        | 1-2   | 1-2    | 2-4          |
| 1996      | Copa Africana de Clubes Campeones | Ronda Preliminar  | APR                     | 1-0   | 0-3    | 1-3          |
| 1997      | Liga de Campeones de la CAF       | Ronda Preliminar  | Express                 | 0-0   | 0-1    | 0-1          |
| 1998      | Liga de Campeones de la CAF       | Primera Ronda     | Rayon Sport             | 1-1   | 2-2    | 3-3 (v.)     |
| 1998      | Liga de Campeones de la CAF       | Segunda Ronda     | Ethiopia Coffee         | 6-1   | 2-2    | 8-3          |
| 1998      | Liga de Campeones de la CAF       | Fase de grupos    | ASEC Mimosas            | 1-2   | 0-3    | 4.º lugar    |
| 1998      | Liga de Campeones de la CAF       | Fase de grupos    | Manning Rangers         | 1-1   | 0-4    | 4.º lugar    |
| 1998      | Liga de Campeones de la CAF       | Fase de grupos    | Raja Casablanca         | 3-3   | 0-6    | 4.º lugar    |
| 1999      | Copa CAF                          | Primera Ronda     | Kwara United            | 0-1   | 0-3    | 0-4          |
| 2000      | Recopa Africana                   | Primera Ronda     | Zamalek                 | 1-1   | 0-4    | 1-5          |
| 2001      | Liga de Campeones de la CAF       | Primera Ronda     | Highlanders Harare      | w/o 3 | 2-2    | 2-2          |
| 2001      | Liga de Campeones de la CAF       | Segunda Ronda     | Mamelodi Sundowns       | 3-3   | 2-3    | 5-6          |
| 2006      | Liga de Campeones de la CAF       | Primera Ronda     | Zanaco                  | 2-1   | 0-2    | 2-3          |
| 2007      | Liga de Campeones de la CAF       | Ronda Preliminar  | AJSM                    | 5-1   | 5-1    | 10-2         |
| 2007      | Liga de Campeones de la CAF       | Primera Ronda     | Petro de Luanda         | 3-0   | 0-2    | 3-2          |
| 2007      | Liga de Campeones de la CAF       | Segunda Ronda     | Espérance de Tunis      | 0-0   | 0-3    | 0-3          |
| 2007      | Copa Confederación de la CAF      | Ronda de Play-off | Al-Merreikh Omdurmán    | 0-0   | 0-2    | 0-2          |
| 2008      | Copa Confederación de la CAF      | Ronda Preliminar  | AS Adema                | 2-0   | 0-1    | 2-1          |
| 2008      | Copa Confederación de la CAF      | Primera Ronda     | Al-Akhdar Al Bayda      | 1-1   | 0-1    | 1-2          |
| 2009      | Liga de Campeones de la CAF       | Ronda Preliminar  | Étoile d'Or             | 6-0   | 8-1    | 14-1         |
| 2009      | Liga de Campeones de la CAF       | Primera Ronda     | Al-Ahly                 | 0-3   | 0-1    | 0-4          |
| 2010      | Liga de Campeones de la CAF       | Primera Ronda     | Saint Eloi Lupopo       | 2-3   | 0-1    | 2-4          |
| 2011      | Copa Confederación de la CAF      | Ronda Preliminar  | Dedebit                 | 2-2   | 0-4    | 2-6          |
| 2012      | Liga de Campeones de la CAF       | Ronda Preliminar  | Zamalek                 | 1-1   | 0-1    | 1-2          |
| 2014      | Liga de Campeones de la CAF       | Ronda Preliminar  | Komorozine              | 7-0   | 5-2    | 12-2         |
| 2014      | Liga de Campeones de la CAF       | Primera Ronda     | Al-Ahly                 | 1-0   | 0-1    | 1-1 (3-4 p.) |
| 2015      | Copa Confederación de la CAF      | Ronda Preliminar  | BDF XI                  | 2-0   | 1-2    | 3-2          |
| 2015      | Copa Confederación de la CAF      | Primera Ronda     | Platinum                | 5-1   | 0-1    | 5-2          |
| 2015      | Copa Confederación de la CAF      | Segunda Ronda     | Étoile du Sahel         | 1-1   | 0-1    | 1-2          |
| 2016      | Liga de Campeones de la CAF       | Ronda Preliminar  | Cercle de Joachim       | 2-0   | 1-0    | 3-0          |
| 2016      | Liga de Campeones de la CAF       | Primera Ronda     | APR                     | 1-1   | 2-1    | 3-2          |
| 2016      | Liga de Campeones de la CAF       | Segunda Ronda     | Al-Ahly                 | 1-1   | 1-2    | 2-3          |
| 2016      | Copa Confederación de la CAF      | Ronda de Play-Off | GD Sagrada Esperança    | 2-0   | 0-1    | 2-1          |
| 2016      | Copa Confederación de la CAF      | Fase de grupos    | Mazembe                 | 0-1   | 1-3    | 4.º lugar    |
| 2016      | Copa Confederación de la CAF      | Fase de grupos    | MO Béjaïa               | 1-0   | 0-1    | 4.º lugar    |
| 2016      | Copa Confederación de la CAF      | Fase de grupos    | Medeama                 | 1-1   | 0-3    | 4.º lugar    |
| 2017      | Liga de Campeones de la CAF       | Ronda Preliminar  | Ngaya Club de Mdé       | 1-1   | 5-1    | 6-2          |
| 2017      | Liga de Campeones de la CAF       | Primera Ronda     | Zanaco                  | 1-1   | 0-0    | 1-1 (v.)     |
| 2017      | Copa Confederación de la CAF      | Ronda de Play-Off | MC Alger                | 1-0   | 0-4    | 1-4          |
| 2018      | Liga de Campeones de la CAF       | Ronda Preliminar  | Saint Louis Suns United | 1-0   | 1-1    | 2-1          |
| 2018      | Liga de Campeones de la CAF       | Primera Ronda     | Township Rollers        | 1-2   | 0-0    | 1-2          |
| 2018      | Copa Confederación de la CAF      | Ronda de Play-Off | Welayta Dicha           | 2-0   | 0-1    | 2-1          |
| 2018      | Copa Confederación de la CAF      | Fase de grupos    | USM Alger               | 2-1   | 0-4    | 4.º lugar    |
| 2018      | Copa Confederación de la CAF      | Fase de grupos    | Rayon Sports            | 0-0   | 0-1    | 4.º lugar    |
| 2018      | Copa Confederación de la CAF      | Fase de grupos    | Gor Mahia               | 2-3   | 0-4    | 4.º lugar    |
| 2019-20   | Liga de Campeones de la CAF       | Ronda Preliminar  | Township Rollers        | 1-1   | 1-0    | 2-1          |
| 2019-20   | Liga de Campeones de la CAF       | Primera Ronda     | ZESCO                   | 1-1   | 1-2    | 2-3          |
| 2019-20   | Copa Confederación de la CAF      | Ronda de Play-Off | Pyramids                | 1-2   | 0-3    | 1-5          |
| 2021-22   | Liga de Campeones de la CAF       | Ronda Preliminar  | Rivers United           | 0-1   | 0-1    | 0-2          |
| 2022-23   | Liga de Campeones de la CAF       | Primera Ronda     | Zalan FC                | 4-0   | 5-0    | 9-0          |
| 2022-23   | Liga de Campeones de la CAF       | Segunda Ronda     | Al-Hilal                | 1-1   | 0-1    | 1-2          |
| 2022-23   | Copa Confederación de la CAF      | Ronda de Play-Off | Club Africain           | 0-0   | 1-0    | 1-0          |
| 2022-23   | Copa Confederación de la CAF      | Fase de grupos    | US Monastir             | 2-0   | 0-2    | 1.º lugar    |
| 2022-23   | Copa Confederación de la CAF      | Fase de grupos    | Real Bamako             | 2-0   | 1-1    | 1.º lugar    |
| 2022-23   | Copa Confederación de la CAF      | Fase de grupos    | TP Mazembe              | 3-1   | 1-0    | 1.º lugar    |
| 2022-23   | Copa Confederación de la CAF      | Cuartos de final  | Rivers United           | 0-0   | 2-0    | 2-0          |
| 2022-23   | Copa Confederación de la CAF      | Semifinales       | Marumo Gallants         | 2-0   | 2-1    | 4-1          |
| 2022-23   | Copa Confederación de la CAF      | Final             | USM Alger               | 1-2   | 1-0    | 2-2 (v)      |

1- Asante Kotoko clasificó por el criterio de desempate.
2- Young Africans abandonó el torneo.
3- Highlanders Harare abandonó el torneo antes de jugar el partido de vuelta.

## Jugadores

### Jugadores destacados
| - Shabani Nonda - Sekilojo Chambua - Edibily Jonas Lunyamila - Said Maulid - Kenneth Mkapa - Mohammed Hussein Mmachinga - Credo Mwaipopo - Said Mwamba Kizota - Mrisho Ngassa - Kali Ongala | - Abubakar Mtiro - Fred Mbuna - Peter Manyika - Charles Mkwasa - Juma Pondamali - Leodgar Tenga - Constatine Kimanda |